# Isla Las Tijeras
Isla Las Tijeras är en ö i Mexiko. Den ligger på östra kusten i delstaten Baja California Sur, i den västra delen av landet och tillhör kommunen Loreto. Arean är 0,04 kvadratkilometer.
Ön är obebodd av människor men ödlan Urosaurus nigricaudus lever på ön. Isla Las Tijeras översätter till Sax-ön på svenska. 